# التلخيص الحبير (كتاب)
تلخيص الحبير كتاب في الحديث مؤلفه الحافظ ابن حجر العسقلاني (773 هـ - 852 هـ) وهذا الكتاب من أشرف التآليف وأحسنها جمعاً وتبويباً وترتيباً. فقد جمع فيه صاحبه طرق الحديث في مكان واحد، وتكلم عليها كلام المطلع الناقد البصير، جرحاً وتبديلاً، وتصحيحاً وتعليلاً، مما يدل على تمكن واسع في علوم الحديث وإحاطة به. كل ذلك بنزاهة وتجرد مما جعل هذا الكتاب مرجعاً أساسياً للعلماء على اختلاف مذاهبهم، عند الحاجة إلى طلب الدليل.

## نبذه عن المؤلف
شهاب الدين أبو الفضل أحمد بن علي بن محمد بن محمد بن علي بن محمود بن أحمد بن أحمد الكناني العسقلاني ثم المصري الشافعي (شعبان 773 هـ/1371م - ذو الحجة 852 هـ/1449م)، مُحدِّث وعالم مسلم، شافعي المذهب، لُقب بعدة ألقاب منها شيخ الإسلام وأمير المؤمنين في الحديث.
له مجموعة من المؤلفات أبرزها:
- فتح الباري بشرح صحيح البخاري.
- الإصابة في تمييز الصحابة.
- الخصال المكفرة للذنوب المقدمة والمؤخرة.
- التلخيص الحبير في تخريج أحاديث الرافعى الكبير.

## وصف الكتاب
بعد أن ألف الغزالي كتاب «الوجيز»، قام الرافعي بشرحه في شرحين سمى أحدهما «الشرح الكبير» وسمى الثاني «الشرح الصغير» وقد نال «الشرح الكبير»، عناية العلماء من حيث تخريج أحاديثه وتعددت هذه التخريجات ومنها هذا الكتاب، حيث قام ابن حجر بجمع ما في الكتب الأخرى من الفوائد في هذا الكتاب، مختصرا بعض الكتب ومضيفا إلى اختصاراته تقريرات بعض العلماء ووصف هذا الكتاب بأنه من أحسن التآليف جمعاً وتبويباً وترتيباً. فقد جمع فيه ابن حجر طرق الحديث في مكان واحد، وتكلم عليها كلام المطلع الناقد البصير، جرحاً وتبديلاً، وتصحيحاً وتعليلاً، مما يدل على تمكن واسع في علوم الحديث وإحاطة به. كل ذلك بنزاهة وتجرد مما جعل هذا الكتاب مرجعاً أساسياً للعلماء على اختلاف مذاهبهم، عند الحاجة إلى طلب الدليل.
ويتصف الكتاب بأمور، لم يتصف بها أي كتاب آخر في بابه، وهي:
1. جمع طرق الحديث في مكان واحد
2. التعليق على الحديث، وجمع أقوال الأئمة حوله.
3. اشتماله على عدد كبير من أحاديث الأحكام وإيراده تحت الحديث الذي يخرجه كل ما ورد في بابه.
4. حفظ كثير من النقولات للأحاديث، ولأقوال الأئمة حولها في كثير من الكتب القيمة التي فقدت أو التي لم تر النور حتى الآن.

هذه الأمور جعلت الكتاب مصدر مهم في الحديث والفقه، كما جعلته دائرة معارف كبرى لمذاهب فقهاء الأمصار، لإحاطته بأدلتها.
ونظراً لهذه الأهمية، ولتسهيل السبيل أمام الباحثين فيه وضع هذا الكتاب في فهرسة أحاديثه، وقد استهل بمقدمة لبيان قيمة كتاب «تلخيص الحبير» وثم طريقة تنظيم هذه الفهرس، ثم ألحق ذلك بفهرسين:
1. فهرس أوائل الأحاديث والآثار على ترتيب حروف المعجم، مع ذكر راوي الحديث.
2. فهرس الرواة على ترتيب حروف المعجم، مع ذكر مرويات كل راوٍ في الكتاب حسب موضوعاتها.

## منهج ابن حجر في «تلخيص الحبير»
لقد سار الحافظ في كتابه «تلخيص الحبير» على خطوات أساسية التزمها من أول كتابه إلى آخره منها:
1. كان يبدأ الحافظ أولا بذكر الحديث بنصه في كتاب «العزيز» للرافعي دون زيادة عليه ولا نقص، وبنفس لفظه.
2. ثم يعزو الحديث إلى المصادر الأصلية لتخريج الحديث مكتفيا بأسماء أصحابها دون اسم المصدر نفسه غالبا.
3. كان يذكر الحكم على الحديث غالبا، وإذا كان فيه ضعيف بينه، ونقل أقوال أهل الجرح والتعديل فيه.
4. يعزو الحديث بداية للصحابي ثم بعد ذلك يذكر عزو الحديث لأصحاب أخر بقوله: «وفي الباب أيضا عن....».
5. كان في بعض المواضع يذكر اختلاف الألفاظ والروايات في الحديث.
6. كان الحافظ يقول: «قلت» ولا يعني أن الكلام المذكور بعدها له، وإنما هو لصاحب الأصل ابن الملقن غالبا، وكان في بعض المذكور بعد «قلت» من كلامه كما قال في حديث «كانت حلقة قصعة رسول الله صلى الله عليه وسلم من فضة»، الحديث في باب الأواني فراجعه.
7. يذكر في نهاية الحديث تنبيها مشتملا على فوائد وتقريرات مهمة[4]

## طالع أيضًا
- أربعون حديثا عن أربعين شيخا من عوالي المجيزين
- أحوال الميت من حين الاحتضار إلى الحشر
- التتبع لصفة التمتع
- الخصال المكفرة للذنوب